# 蘇志燮
蘇志燮（韓語：소지섭，1977年11月4日—），韓國男演員、模特兒、歌手。

## 演藝經歷
在演藝圈出道前是一名游泳健將，高中時期同時為韓國水球國家代表隊種子培育選手，以體育特長生身份獲獎學金進入韓國體育大學。出道後仍代表韓國體育大學於1996年第77屆全國體育大會贏得男子游泳團體組銀牌、蛙泳個人賽項目100m、200m兩面銅牌。
1995年 以模特兒競賽第一名成績出任牛仔褲品牌（STORM）專屬模特，並於娛樂圈出道。
1996年 參演《模特兒故事》，正式踏入演藝圈。

### 2004年-2008年：《對不起，我愛你》大紅、入伍、得獎
2004年，憑藉飾演《對不起，我愛你》粗曠卻深情的男主角車武赫紅遍亞洲，一舉成為頂級男演員，以車武赫一角奪下2004年KBS演技大獎男子優秀演技獎、人氣獎；這部韓劇也被觀眾一致評為南韓電視史上最讓人肝腸寸斷的電視劇之一。
該劇於2005年年初下檔，蘇志燮便接到兵單，須於28日向新兵訓練中心報到，20日在江原道江村舉辦與Fans共度2天一夜的影友會，由他與金廷恩趕拍的曹誠模《My First》MV為入伍前最後作品。因為肩膀五年前曾受傷開刀，因此被判定只需服替代役，2005年2月至2007年4月27日於住家附近的區公所(首爾麻浦區廳)作為公益兵服役，每天固定上下班。入伍服役兩個多月後，蘇志燮影友會為了慶祝成立五周年，在首爾（原漢城）舉辦紀念大會。服役期間放假時勤跑活動，甚至到日本開影友會，維持高曝光率；服役的首爾麻浦區公所也成為觀光景點。
2005年11月公開加入裴勇俊投資的「BOF」經紀公司；BOF公司理事裴成雄透露：「蘇志燮已和BOF簽了三年六個月的合約，明年底退伍之後，就會正式展開活動。他現已受到廣大影迷的喜愛，但我們將全力輔助他成為全亞洲的巨星。」
退伍後，受邀演出日片《鬼太郎千年咒歌》夜叉一角，2008年才接下首個長篇電影《無間道之殺手遊戲》（韓語：영화는 영화다；簡體中文：電影就是電影），為了減低製作費用促進拍攝，蘇志燮以不收取片酬出演的形式為投資出演這部電影，詮釋想當明星的流氓，與姜至奐有精采對手戲，讓蘇志燮連奪2008年青龍電影獎最佳男新人、2009年百想藝術大獎最佳男新人、2009年釜日電影獎最佳男新人、2008年韓國電影評論家協會獎男演員演技獎、
2009年紐約亞洲電影節Rising Star Award等獎項。
2008年發行首張個人單曲《고독한 인생》；在作品中加入大量他熱愛的Hip-Hop元素，帶給粉絲無限驚喜。好友宋承憲曾在節目中向蘇志燮提問：『為什麼要唱歌呢？』，對此，蘇志燮回應道：『Hip-Hop的律動很像心跳，我喜歡它在胸腔震動的感覺，想將這份親近的感受傳達給粉絲，和粉絲一起感受。』

### 2009年：主演《該隱與亞伯》、成立51K經紀公司
2008年11月在製片兼女主角章子怡力薦下，蘇志燮獲邀出演中國片《非常完美》男主角之一外科醫生李傑夫，同年9月上映，亞洲市場超過四億台幣票房數字亮眼。
蘇志燮退伍前原敲定2007年底以主演新劇《該隱與亞伯》復出，經歷換角、改劇本、停拍等種種風波，終於在2009年2月首播，隨即在網路形成話題，首播收視率就超越了其他同期播出的劇集。該劇以約7100萬台幣售出日本播出版權，創下2009年度韓劇外銷最高價。
2009年4月底與經紀公司BOF合約到期，彼時《該隱與亞伯》剛殺青，廣告與戲劇邀約不斷。5月11日蘇志燮在自己的官網（sojisub.com）上向粉絲告別表示「感謝大家多年來的支持與愛護，隨著他與「BOF」合約屆滿，網站營運也將終止。」10月自立門戶成立51K經紀公司。

### 2010年-2012年：蘇志燮路
2010年8月底發行旅遊散文集《蘇志燮的路》熱賣，書中主要描寫他在江原道一帶旅行的過程，出版後粉絲們大批前往朝聖，帶動當地的觀光事業，為了感謝他，江原道政府將其中他最喜歡的路段命名為「蘇志燮路」，該路經過江原道楊口區自然景觀保存最好的區間，沿途可看到tuta淵、破虜湖、破暑湯等地韓半島模樣的人工濕地和第四洞窟、小村落、光植溪谷的龍女瀑布，以及從未對外公開的加七峰區間，全長51km，2011年6月3日開工，開工當日，蘇志燮與300名粉絲一同在「蘇志燮路」散步，度過愉快時光。2012年完工，5月20日蘇志燮現身在道路入口處的頭陀淵「蘇志燮畫廊」舉行開館剪彩儀式活動現場，並上台致辭，在數百名海內外粉絲的簇擁下，蘇志燮參加頭陀淵道路行走活動，並向現場所有人誠摯致謝。該路成為韓國第一條以藝人命名的道路，當地的旅遊觀光列車也叫蘇志燮列車。
2010年獲得第47屆大鐘獎電影節「文化交流功勞獎」。
2011年7月蘇志燮在代言韓國知名咖啡廳品牌「A Twosome Place」後決定加盟，創辦「A Twosome Place by 51K」後親自向咖啡師學藝，不時現身店中，成功為品牌打響名氣。開幕後的銷售排行從來就沒有掉出韓國220家連鎖店的5名以外，經營權於2013年隨代言合約到期而結束。
2011年發行第三張個人單曲個人單曲《Pick Up Line》。
2012年，蘇志燮以寫真書的方式推出個人雜誌《SONICe》，在韓國為首例，雜誌名稱含有「So nice」的意思；在3月14號白色情人節發行的創刊號《His eyes》，以透過蘇志燮所看到的現象表現出了貪婪、傲慢、饕餮、妒忌、暴怒、色欲、懶惰7宗罪為主題。

### 2013年-2017年：《主君的太陽》、《我的維納斯》、《軍艦島》
2013年，蘇志燮與孔曉振主演《主君的太陽》，結合驚悚的浪漫喜劇元素在蘇志燮身上形成反差萌，讓蘇大叔的形象更加平易近人，創下結局收視率突破24%的驚人成績，更順勢收穫國際人氣，魅力狂掃亞洲，演藝事業再度攀上高峰，脫下以往悲劇英雄形象，挑戰表面冷酷其實喜感的朱中元一角，是重要的轉型之作，於受訪時表示「我之前可能給人的印象或定位可能都有些沈重，通過這部戲，我有機會挑戰愛情喜劇，很慶幸我做了這樣的選擇。」
2014年 從《遲來的守護者》開始，以個人名義與與經紀公司51K、電影引進公司 Challan 共同從事海外電影引進。
2015年的浪漫喜劇《我的維納斯》結束後，蘇志燮投入電影《軍艦島》拍攝，飾演擁有純真一面的惡霸打手崔七，電影描述日本殖民統治時期，島內被日軍強制徵用的400餘名半島百姓試圖逃離該島改變命運的故事。
2017年 開始與經紀公司51K、全州電影企劃市場於全州國際電影節共同創建「全州電影基金」(Jeon Ju Cinema Fund) 每年投資一千萬韓元予十部海內外獲選之優秀獨立電影。並以此獲韓國文化藝術委員會頒發「藝術之樹後援者獎」。
2017年 獲選為第十六屆短篇電影節Mise-en-scène <關於愛的短篇電影>部門名譽審查委員。

### 2018年-2019年：《我身後的陶斯》、《雨妳再次相遇》、綜藝真人秀《森林裡的小屋》
2018年 以電視劇《我身後的陶斯》獲出道23年首座無線電視台演技大賞。
2018年在新電影《雨妳再次相遇》中詮釋一位純情派的溫柔單親爸爸宇振。拍片期間，瞭解到了導演所形容的「愛」，他說：「那是一種對於對方能夠待在自己身邊的時光覺得感謝的心情。」
2018年出演綜藝導演羅䁐錫《森林裡的小屋》，節目在濟州島拍攝，分別邀請了蘇志燮和朴信惠到森林小屋，遠離與科技、電力、通訊等來自城市的一切，回歸到最原始的方式，在小屋中獨自生活，目的是為了代替無法實現慢活的現代人去體驗這夢寐以求脫離城市煩惱的生活。在這三天兩夜期間，節目組只會向二人有限制地提供日常基本所需。在沒有電、沒有自來水、沒有煤的情況下，每天不定時都會有一些小任務，需要在有限的資源下獨自解決，更特別的是小屋內設有很多攝影鏡頭，以記錄主持人在小屋內生活的一切小節，主持人是需要把自己所做、所說、所想及心中所有的感悟，不保留地向觀眾一一分享。

### 2019年-2020年：拍攝電影《自白》、《外星人》
2019年12月至2020年2月拍攝電影《自白》，為蘇志燮出道以來首部驚悚懸疑片。2020年3月至2021年4月拍攝崔東勳導演的大作《外星人》。兩部電影均預計於2022年上映。

### 2021年-2025年
2021年，苏志燮确定出演MBC电视剧《醫法刑事》的男主角。2025年6月，蘇志燮主演漫改的Netflix復仇劇《無赦之仇》。

## 個人生活
2019年5月17日，根據《news1》獨家報導，蘇志燮於2018年為宣傳主演電影《雨妳再次相遇》，接受多家娛樂節目、媒體訪問，其中包含娛樂新聞SBS《深夜正式演藝》，因而結識當時負責採訪的主播趙銀政，爾後又在熟識的朋友聚會重聚，逐漸發展為戀人關係。《Dispatch》亦在《news1》報導登出後獨家公開兩人於首爾漢南洞約會照片。蘇志燮經紀公司51K隨後出面證實消息屬實，兩人交往時間約一年。蘇志燮本人亦透過51K官方instagram向粉絲親自承認戀情。
2020年4月7日兩人登記結婚，並透過經紀公司51K表示，婚禮根據兩人意願，只與雙方直系親屬低調舉行。同時因正處時局困難時期（COVID-19），代替婚禮，向 NGO Good Neighbors捐款五千萬韓元，在韓國宣布線上開學之際，為教育設備不足的學童提供平板電腦及智慧型電子產品。

## 影視作品

### 電視劇
| 年份   | 電視台     | 劇名                               | 角色             |
| 1997年 | SBS        | 天橋風雲                           | 宋慶哲           |
| 1997年 | KBS        | OH! Happy Day                      |                  |
| 1998年 | MBC        | Best劇場－珍愛的事物不會被遺忘     | 東宇             |
| 1998年 | MBC        | 三男三女                           | 金哲秀           |
| 1998年 | SBS        | 討厭或喜歡                         | 哲民             |
| 2000年 | SBS        | 電視電影愛情故事－嘻哈小姐搖滾先生 | 吳哲洙           |
| 2000年 | MBC        | Best劇場－你有說過我愛你嗎         | 京民             |
| 2000年 | SBS        | 黃龍的大地                         | 朴民浩           |
| 2000年 | MBC        | 因為你                             | 尹民基           |
| 2000年 | SBS        | 好男好女                           | 朴志燮           |
| 2000年 | SBS        |                     | 黃俊元           |
| 2001年 | SBS        | 春節特輯劇－遠途                   | 基賢             |
| 2001年 | MBC        | 美味關係                           | 張希文           |
| 2001年 | SBS        | 律師事務所/Law Firm                | 崔長君           |
| 2002年 | SBS        | 正在戀愛中                         | 崔奎仁           |
| 2002年 | SBS        | 玻璃鞋                             | 朴哲雄           |
| 2003年 | SBS        | 千年之愛                           | 阿里將軍／姜仁哲 |
| 2004年 | SBS        | 峇里島的日子                       | 姜仁旭           |
| 2004年 | KBS        | 對不起，我愛你                     | 車武赫           |
| 2009年 | SBS        | 該隱與亞伯                         | 李初寅／吳康浩   |
| 2009年 | 日本 BeeTV | I am Ghost                         | Ghost            |
| 2010年 | MBC        | Road No. 1                         | 李莊雨           |
| 2012年 | SBS        | 幽靈                               | 金宇炫           |
| 2013年 | SBS        | 主君的太陽                         | 朱中元           |
| 2014年 | LINE TV    | 好日子                             | 金志浩           |
| 2015年 | MBC        | 心情好又暖                         | 咖啡店老闆       |
| 2015年 | KBS        | Oh My Venus                        | 金英浩／John Kim |
| 2018年 | MBC        | 我身後的陶斯                       | 金本             |
| 2022年 | MBC        | 醫法刑事                           | 韓以翰           |
| 2025年 | Netflix    | 無赦之仇                           | 南基準           |

### 電影
| 年份   | 片名             | 角色   | 備註                       |
| 2002年 | 怪癖神偷         | 崔江祖 |                            |
| 2005年 | My First         |        |                            |
| 2008年 | U-Turn           | 志燮   | 雙龍汽車短篇廣告電影四部曲 |
| 2008年 | 鬼太郎：千年咒歌 | 夜叉   |                            |
| 2008年 | 電影就是電影     | 李江培 |                            |
| 2009年 | 非常完美         | 李傑夫 | 韓中共同製作               |
| 2011年 | Friends & Love   | 蘇志燮 | 佐丹奴短篇廣告電影         |
| 2011年 | 看不見的愛       | 張哲民 |                            |
| 2012年 | 超完美殺手       | 池炯道 |                            |
| 2014年 | 雙門錄           |        | Leeum博物館 特展短片       |
| 2015年 | 思悼             | 李祘   | 特別出演                   |
| 2017年 | 軍艦島           | 崔七星 |                            |
| 2018年 | 雨妳再次相遇     | 鄭宇振 |                            |
| 2022年 | 外星+人1         | 文道錫 |                            |
| 2022年 | 局中局           | 劉敏豪 |                            |

### MV
| 年份   | 歌手       | 歌曲                         | 備註                                                      |
| 1997年 | Turbo      | 《Goodbye Yesterday》        |                                                           |
| 1999年 | Ryu Chan   | 《For You》                  |                                                           |
| 2001年 | 李鉉宇     | 《The End》                  |                                                           |
| 2001年 | 張慧珍     | 《Beautiful Days》           | 與金玟                                                    |
| 2004年 | 曹誠模     | 《Mr.Flower》                | 與金諪恩                                                  |
| 2005年 | 曹誠模     | 《熱淚盈眶》                 |                                                           |
| 2005年 | 曹誠模     | 《愛在心口難開》             |                                                           |
| 2005年 | Leeds      | 《我還不知道》               |                                                           |
| 2008年 | 蘇志燮     | 《Lonely Life》              | 與俞承豪                                                  |
| 2010年 | 徐仁國     | 《Take》                     | 與庭沼珉                                                  |
| 2010年 | Soya N'sun | 《笑著再見》                 | 與朴韓星                                                  |
| 2011年 | 蘇志燮     | 《Pick Up Line》             | 與鄭俊河、金炳萬                                          |
| 2012年 | 蘇志燮     | 《無言的故事》               |                                                           |
| 2013年 | 蘇志燮     | 《橡皮擦》                   | 與俞承豪、朴信惠                                          |
| 2014年 | 蘇志燮     | 《18 Years》                 |                                                           |
| 2014年 | 蘇志燮     | 《Boy Go》                   | 與Soul Dive                                               |
| 2014年 | 蘇志燮     | 《So Love》                  | 剪輯自錄音花絮與2014 Let's Have Fun亞洲巡迴粉絲見面會片段 |
| 2015年 | 蘇志燮     | 《SO GANZI BLACK》           |                                                           |
| 2015年 | 蘇志燮     | 《SO GANZI WHITE》           |                                                           |
| 2015年 | 蘇志燮     | 《可樂瓶Baby》               | 與Soul Dive、DJ Juice                                     |
| 2017年 | 蘇志燮     | 《有你就好 Are You with Me》 |                                                           |

### 綜藝節目
| 年份   | 電視台 | 節目名稱                        | 備註                |
| ------ | ------ | ------------------------------- | ------------------- |
| 2000年 | SBS    | 《Beautiful Life—橫渡大韓海峽》 | 固定出演            |
| 2018年 | tvN    | 《森林裡的小屋》                | 固定出演：被實驗者B |

### 主持
- KBS《自由宣言 - 今天是週六》
- MBC《音樂營》
- KMTV《專屬VJ》韓國音樂電視台

## 書籍
| 年份   | 書籍                                                       |
| ------ | ---------------------------------------------------------- |
| 2010年 | 蘇志燮之路                                                 |
| 2011年 | 蘇志燮的只有 你                                            |
| 2012年 | SONICe（個人雜誌）                                         |
| 2015年 | 蘇志燮的每一天(2008-2015 So Ji Sub's History Book)（台灣） |
| 2015年 | 지섭, 하루하루 （韓國）                                    |
| 2015年 | ジソブ、日和 （日本）                                      |

## 音樂作品
- 2008年：數碼單曲《Lonely Life》
- 2008年：數碼單曲《愚蠢的愛》
- 2009年：該隱與亞伯電視原聲帶《愚蠢的愛》
- 2010年：Road No. 1電視原聲帶《The Sound of Memory》
- 2011年：數碼單曲《Pick Up Line》
- 2012年：迷你專輯《北冕座》
- 2013年：迷你專輯《6點...操場》
- 2014年：迷你專輯《18 Years》
- 2014年：數碼單曲《So Love》
- 2015年：數碼單曲《So Ganzi (Black)》&《So Ganzi (White)》/《可樂瓶Baby》
- 2015年：迷你專輯《So Ganzi》
- 2017年：迷你專輯《有你就好 Are You with Me》

## 粉絲見面會
| 年份 | 地點 |
| ---- | --- |
| 2003 | 首爾 YSS 創立紀念粉絲見面會 |
| 2005 | 首爾 YSS 生日會 |
| 2006 | 6/23 日本橫濱 <走進對不起我愛你的世界> |
| 2008 | 首爾 YSS 生日會 |
| 2011 | 日本東京 |
| 2012 | 日本東京（兩場） |
| 2013 | 日本東京 （兩場） |
| 2014 | <Let's Have Fun in Asia> 亞洲巡迴見面會 6/28,29 台北（29日午夜星光場）、7/18 日本神戶、7/21 日本橫濱、7/26 泰國曼谷、8/6 香港、8/9 中國上海、8/21 新加坡、8/29,30 首爾（29日橙色會員限定場） |
| 2015 | <Let's Go Together> 亞洲巡迴見面會 7/25 台北、8/2 中國上海、8/28日本神戶（兩場）、8/30日本東京（兩場）                                                                                       |
| 2017 | <Twenty: The Moment> 出道二十週年紀念 亞洲巡迴見面會 3/25 日本神戶（兩場）、3/27,28 日本千葉、4/2 台北、4/7 印尼雅加達、4/9 新加坡、4/23 中國廣州、4/27 香港、4/29,30 首爾                   |
| 2018 | <Again, In Japan> 日本見面會 2/12 日本神戶（兩場）、2/15, 16 日本川崎 |
| 2019 | <Hello, Asia> 亞洲巡迴見面會 2/10 台北、2/20, 21 日本千葉、2/23 日本神戶（兩場）、3/2 泰國曼谷、3/9 印尼雅加達、3/10 香港、3/16 菲律賓馬尼拉                                                 |

## 獎項
| 年份   | 頒獎典禮                     | 獎項                                                    | 作品               | 結果 |
| ------ | ---------------------------- | ------------------------------------------------------- | ------------------ | ---- |
| 2000年 | SBS演技大賞                  | 新人獎                                                  | 好男好女、女人萬歲 | 獲獎 |
| 2001年 | 時尚模特兒大獎               | Ms.&Mr. Davidoff 獎                                     |                    | 獲獎 |
| 2003年 | SBS演技大賞                  | 特別企劃演技獎、10大明星獎                              | 千年之愛           | 獲獎 |
| 2004年 | 第40屆百想藝術大賞           | 電視部門 男子人氣獎                                     | 峇里島的日子       | 獲獎 |
| 2004年 | SBS演技大賞                  | 最優秀男子演技獎                                        | 峇里島的日子       | 提名 |
| 2004年 | KBS演技大賞                  | 網路人氣獎 最佳情侶獎（與林秀晶） 優秀男子演技獎 人氣獎 | 對不起，我愛你     | 獲獎 |
| 2005年 | 第41屆百想藝術大賞           | 電視部門 最優秀男子演技獎                               | 對不起，我愛你     | 獲獎 |
| 2008年 | 第25届日本Best Jeanist Award | 國際部門獎                                              |                    | 獲獎 |
| 2008年 | 第28屆韓國影評家獎           | 最佳男演員獎                                            | 電影就是電影       | 獲獎 |
| 2008年 | 第29屆青龍獎                 | 男子新人獎                                              | 電影就是電影       | 獲獎 |
| 2008年 | 第7屆 大韓民國電影大賞       | 最佳男演員                                              | 電影就是電影       | 提名 |
| 2009年 | 第45屆百想藝術大賞           | 電影部門 男子新人獎                                     | 電影就是電影       | 獲獎 |
| 2009年 | 第三屆 亞洲電影大獎          | 男子新人獎                                              | 電影就是電影       | 提名 |
| 2009年 | 紐約亞洲電影節               | 亞洲新星獎                                              | 電影就是電影       | 獲獎 |
| 2009年 | 第10屆釜山電影評論家協會賞   | 男子新人獎                                              | 電影就是電影       | 獲獎 |
| 2009年 | 第18届釜日電影獎             | 男子新人獎 最佳著裝獎                                   | 電影就是電影       | 獲獎 |
| 2009年 | 第46届大鐘獎                 | 男子新人獎                                              | 電影就是電影       | 提名 |
| 2009年 | 第22屆畫梅獎                 | 最佳男演員獎                                            | 該隱與亞伯         | 獲獎 |
| 2009年 | 第2屆放送影像大獎            | 年度演員部門 文化觀光體育部長官表彰                     | 該隱與亞伯         | 獲獎 |
| 2009年 | SBS演技大賞                  | 10大明星獎 最優秀男子演技獎                             | 該隱與亞伯         | 獲獎 |
| 2010年 | 第46屆 百想藝術大賞          | 電視部門 最優秀男子演技獎                               | 該隱與亞伯         | 提名 |
| 2010年 | 第47届大鐘獎                 | 文化交流功勞獎                                          |                    | 獲獎 |
| 2010年 | Style Icon Awards            | International style icon獎                              |                    | 獲獎 |
| 2010年 | Korea Life Style Awards      | Best dressed                                            |                    | 獲獎 |
| 2011年 | 韓國觀光之星                 | 特別功勞獎                                              |                    | 獲獎 |
| 2011年 | 第19届韓國文化演藝大獎       | 電影部門 大賞                                           | 看不見的愛         | 獲獎 |
| 2012年 | SBS演技大賞                  | 十大明星獎 Drama Special部門 男子最優秀演技獎           | 幽靈               | 獲獎 |
| 2012年 | 第五屆 韓國電視劇節          | 男子最優秀演技獎                                        | 幽靈               | 提名 |
| 2012年 | 第一屆 APAN Star Awards      | 男子最優秀演技獎                                        | 幽靈               | 提名 |
| 2013年 | SBS演技大賞                  | 十大明星獎 迷你劇部門 男子最優秀演技獎                  | 主君的太陽         | 獲獎 |
| 2013年 | 第二屆 APAN Star Awards      | 男子最優秀演技獎                                        | 主君的太陽         | 提名 |
| 2015年 | KBS演技大賞                  | 最佳情侶獎（與新慜娥） 男子最優秀演技獎                 | Oh My Venus        | 獲獎 |
| 2016年 | 第九屆 韓國電視劇節          | 男子最優秀演技獎                                        | Oh My Venus        | 提名 |
| 2017年 | 韓國文化藝術委員會           | 藝術之樹後援者獎                                        |                    | 獲獎 |
| 2018年 | 韓國 國稅廳                  | 美好的納稅者獎                                          |                    | 獲獎 |
| 2018年 | MBC演技大賞                  | 大賞 水木迷你劇部門 男子最優秀演技獎                    | 我身後的陶斯       | 獲獎 |

## 外部連結
- 蘇志燮官方網站 （页面存档备份，存于）
- 蘇志燮的Instagram帳戶
- 蘇志燮的新浪微博
- 蘇志燮-BLOG （页面存档备份，存于）
- 蘇志燮在豆瓣上的资料（简体中文）